# Премія Румфорда
Не плутати із медаллю Румфорда
Премія Румфорда заснована в 1796 році Американською академією мистецтв і наук, є однією з найстаріших наукових премій в США. Премією відзначають внески вчених у галузі тепла і світла. Ці терміни широко інтерпретуються; нагорода присуджується у діапазоні від відкриттів у термодинаміці до вдосконалень у конструкції парового котла.
Заснована у 1796 році на основі пожертви у розмірі 5000 доларів США від англо-американського вченого, винахідника, державного та громадського діяча Бенджаміна Томпсона, більш відомого як граф Румфорд. Обумовлено, що нагородою відзначають «авторів-дослідників з будь-якої частини континенту Америки, або з будь-якого з американських островів». Хоча премія була заснована в 1796 році, не нагороджували нікого до 1839 року, тому що в академії не могли знайти нікого, хто, на їх думку, заслуговує нагороду. Перший приз був вручений Robert Hare, за винахід паяльної трубки у в 1839 році. Минуло двадцять три роки перш ніж нагорода була вручена вдруге, нагороджено Джона Еріксона.
Премія присуджується кожного разу, коли в академії визнають значне досягнення в будь-якій з двох галузей. Премію присуджували 62 рази 79-ти особам, і один раз колективу із 21 людини. Призери отримують також срібно-золоту медаль. Попередніми лауреатами були: Томас Алва Едісон, за дослідження у електричному освітленні; Енріко Фермі, за дослідження у галузі випромінювання і ядерної фізики і Чарлз Гард Таунс за створення лазера. Одна людина, Семюел Пірпонт Ленглі, отримав премію Румфорда та медаль Румфорда (європейський еквівалент премії Румфорда), обидві нагороди у 1886 році. Через те що премія присуджується тільки американцям, винятом було зроблено для Джона Стенлі Пласкетта з Британської Колумбії.

## Список лауреатів

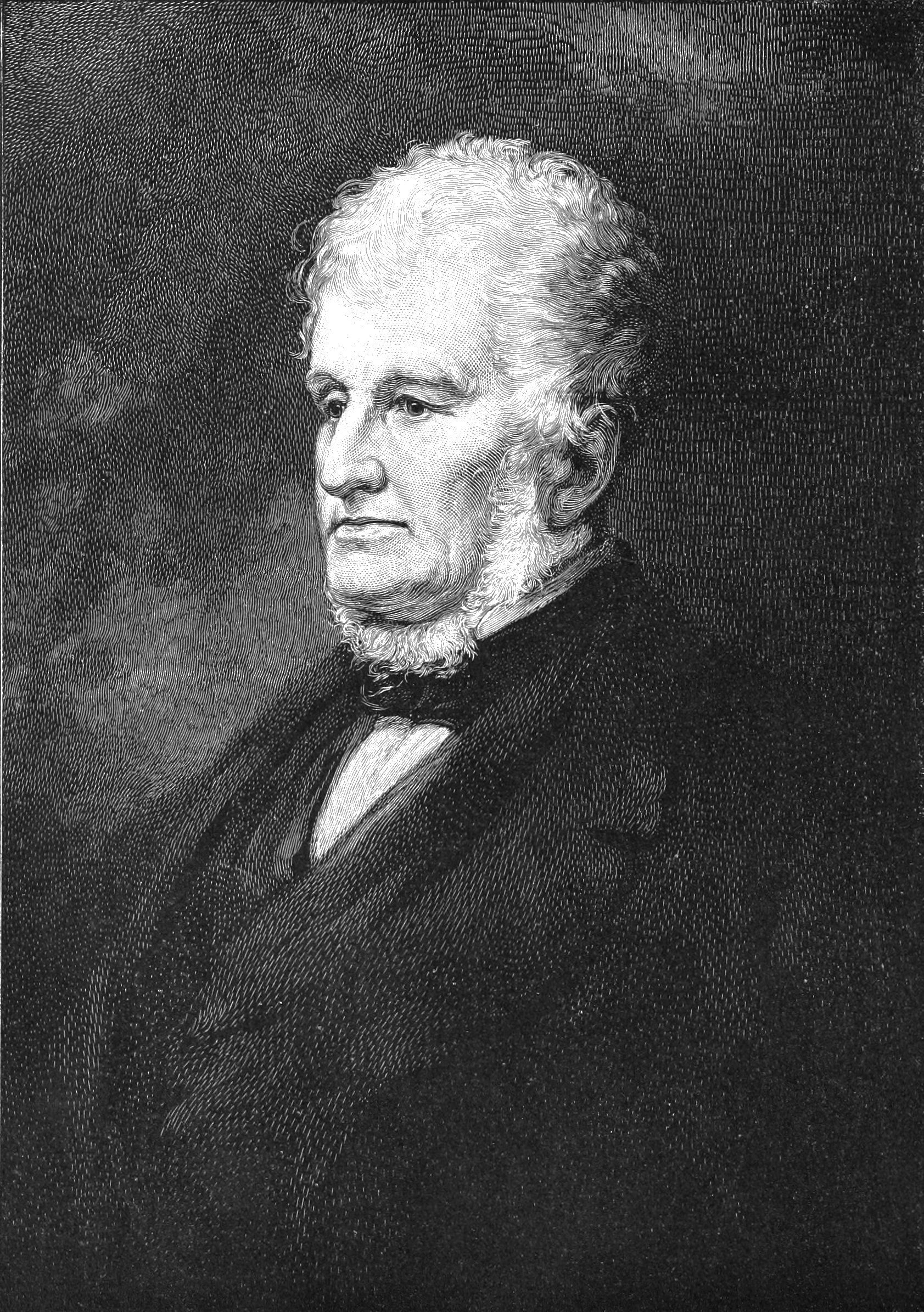
Роберт Гер, перший лауреат премії у 1839

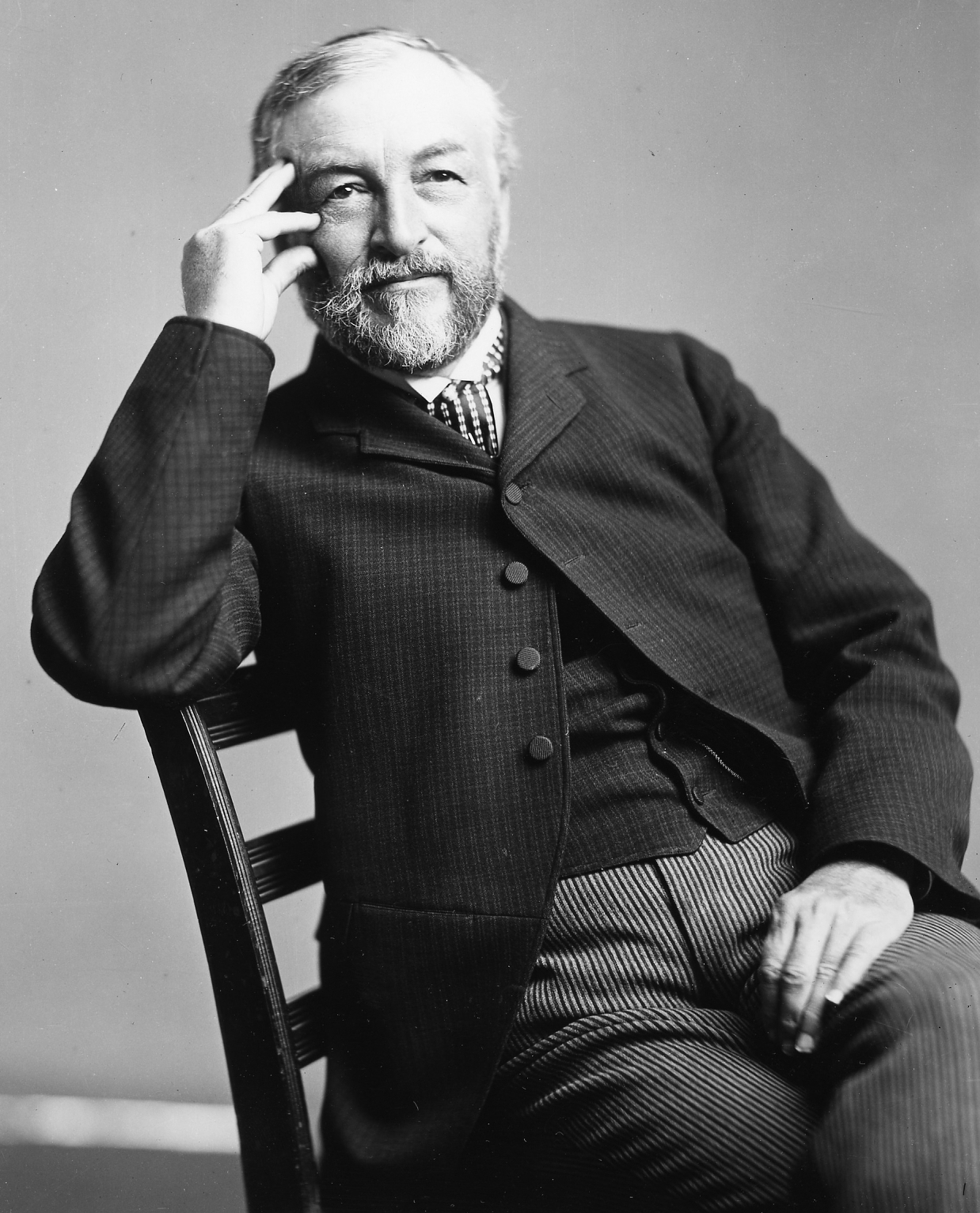
Семюел Пірпонт Ленглі, лауреат 1886 року

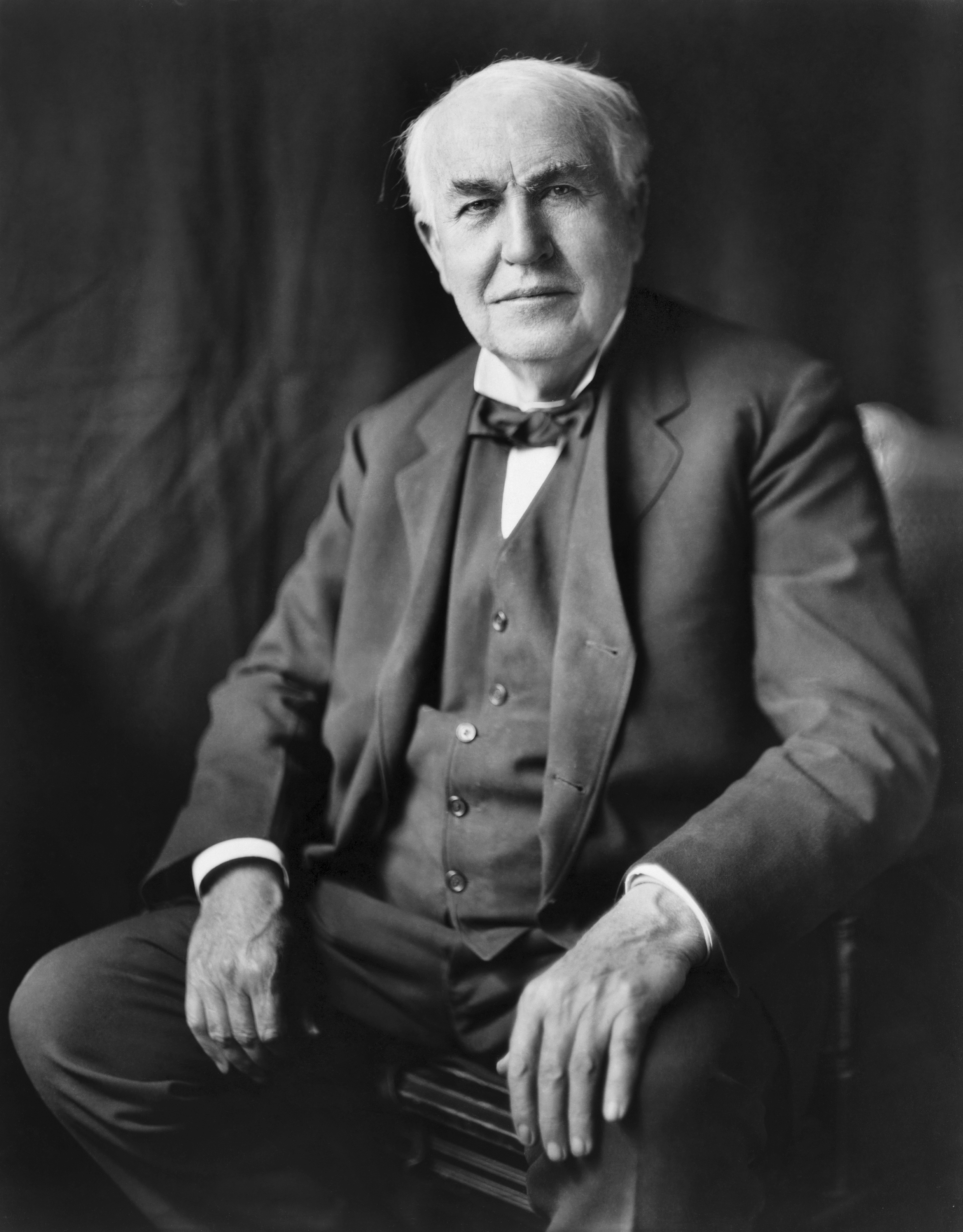
Томас Алва Едісон, лауреат 1895 року

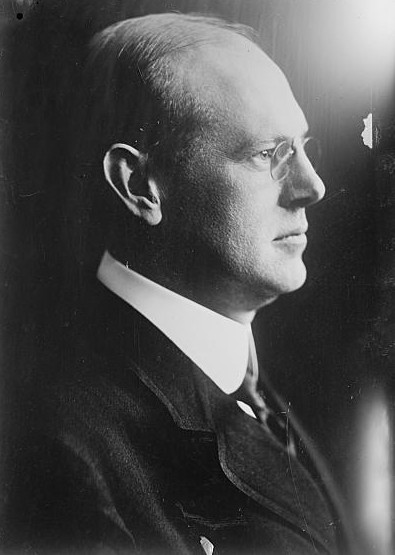
Ернест Фокс Ніколс, лауреат 1904 року

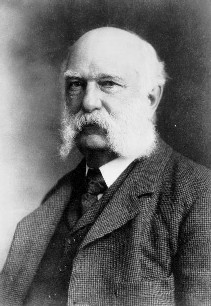
Джеймс Мейсон Крафтс, лауреат 1911 року

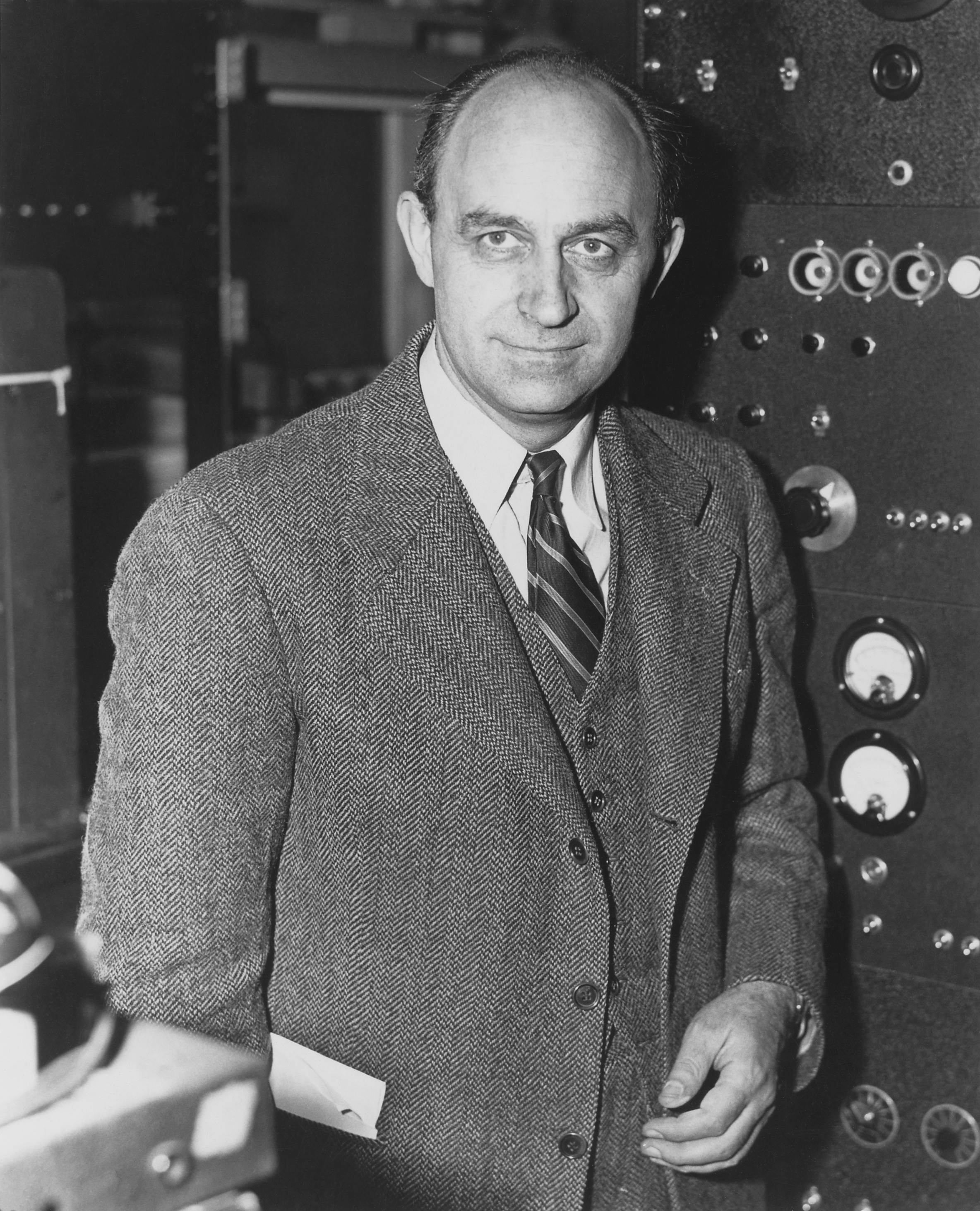
Енріко Фермі, лауреат 1953 року

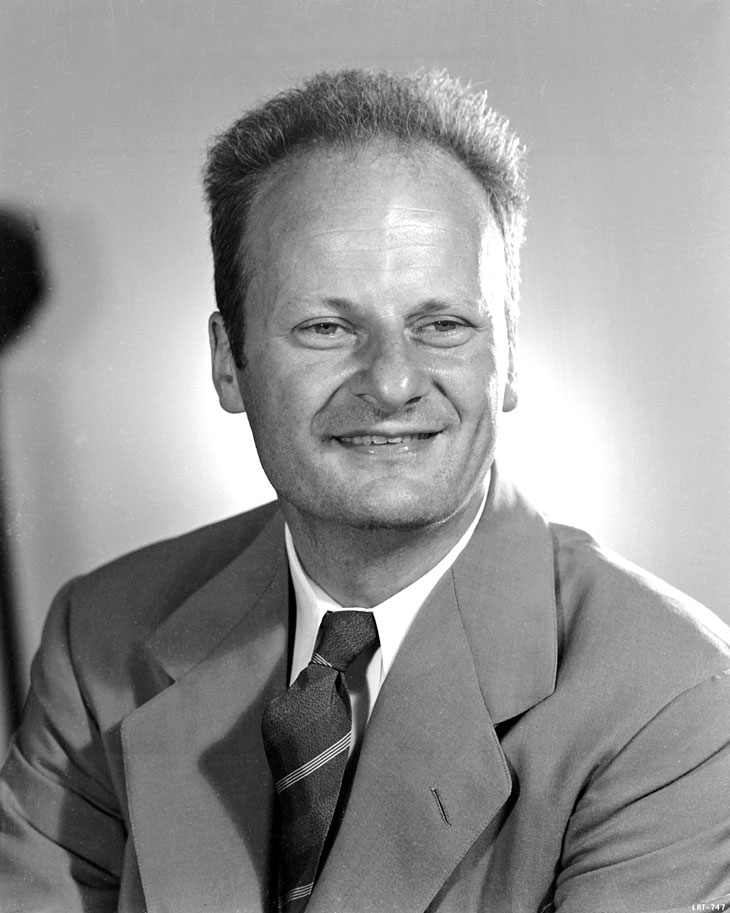
Ганс Бете, лауреат 1963 року

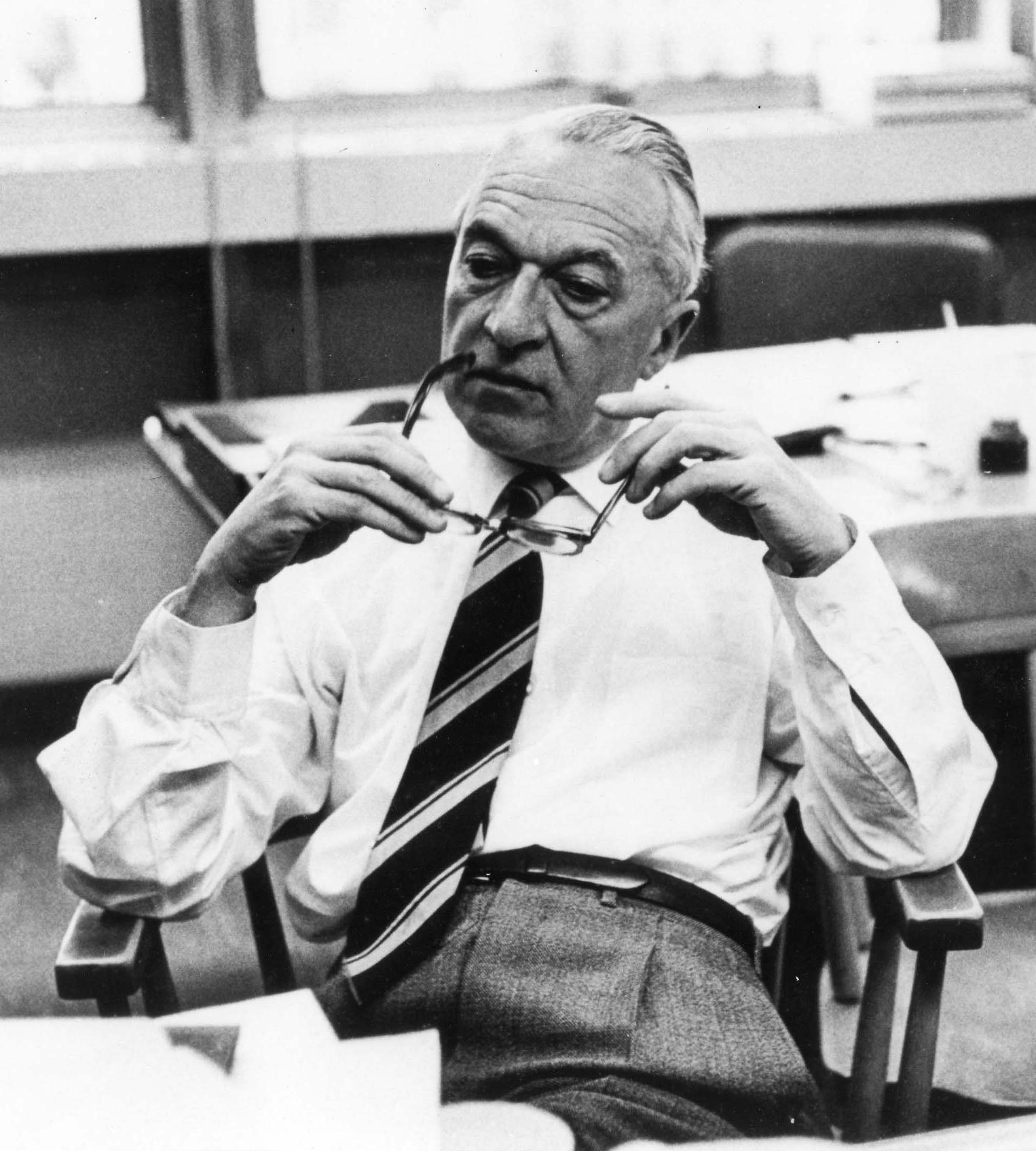
Бруно Россі, лауреат 1976 року

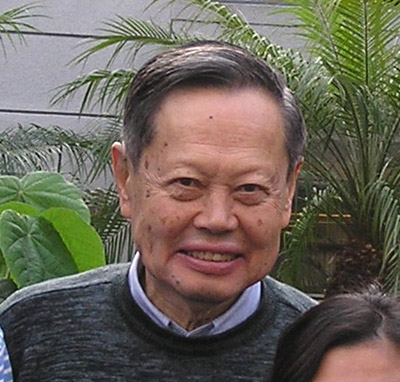
Чженьнін Янг, лауреат 1980 року

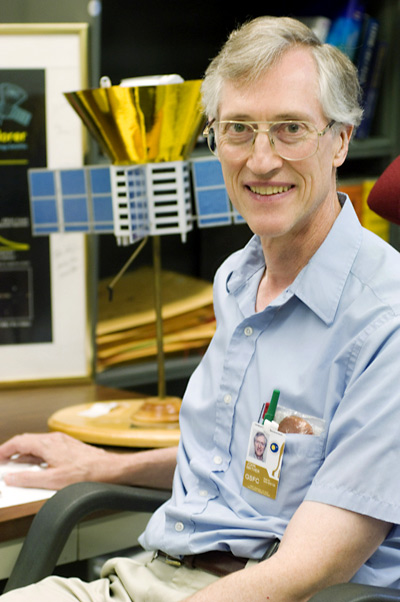
Джон Матер, лауреат 1996 року

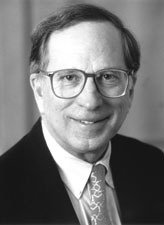
Сем Нанн, лауреат 2008 року

| Рік  | Лауреат | Розташування[a]                                                                                 | Обґрунтування |
| ---- | --- | ----------------------------------------------------------------------------------------------- | --- |
| 1839 | Роберт Гер | Філадельфія, Пенсільванія                                                                       | За винахід паяльної трубки на основі гримучого газу                                                                                  |
| 1862 | Джон Ерікссон | Нью-Йорк, Нью-Йорк                                                                              | У своїх дослідженнях займався покращенням умов тепловідведення, але нагороди удостоєний за винахід теплового двигуна у 1858 році     |
| 1865 | Деніел Трідвелл | Кембридж, Массачусетс                                                                           | За роботи в галузі тепловідведення. Нагороджений особливо за вдосконалення гармати великого калібру                                  |
| 1866 | Алван Кларк | Кембридж, Массачусетс                                                                           | За вдосконалення рефракторів |
| 1869 | Джордж Генрі Корлісс | Провіденс, Род-Айленд                                                                           | За вдосконалення парової машини |
| 1871 | Джозеф Гаррісон, мол. | Філадельфія, Пенсільванія                                                                       | За розробку безпеки парових котлів                                                                                                   |
| 1873 | Льюїс Морріс Резерфорд | Нью-Йорк, Нью-Йорк                                                                              | За вдосконалення «процесів та методів» астрофотографії                                                                               |
| 1875 | Джон Вільям Дрейпер | Нью-Йорк, Нью-Йорк                                                                              | За роботу по вивченню енергії випромінювання                                                                                         |
| 1880 | Джозая Віллард Ґіббс | Нью-Гейвен, Коннектикут                                                                         | Засновник хімічної термодинаміки |
| 1883 | Генрі Ровланд | Балтимор, Меріленд                                                                              | За дослідження у галузі світла та тепла                                                                                              |
| 1886 | Семюел Пірпонт Ленглі | Аллегейні, Філадельфія                                                                          | За роботи направлені на розуміння суті енергії випромінювання                                                                        |
| 1888 | Альберт Абрагам Майкельсон | Клівленд, Огайо                                                                                 | За вимірювання швидкості світла, внесок в розуміння поняття «ефіру» та абсолютне визначення довжини хвилі світла                     |
| 1891 | Едвард Чарлз Пікерінг | Кембридж, Массачусетс                                                                           | За роботи по зоряній фотометрії та спектрографії                                                                                     |
| 1895 | Томас Алва Едісон | Оранж, Нью-Джерсі                                                                               | За дослідження електричного освітлення                                                                                               |
| 1898 | Джеймс Едвард Кілер | Аллегейні, Філадельфія                                                                          | За використання спектрометра, особливо у своїх дослідженнях туманностей та фізичному складу кілець Сатурна                           |
| 1899 | Чарльз Френсіс Бріш | Клівленд, Огайо                                                                                 | За розвиток електричної дугової лампи                                                                                                |
| 1900 | Карл Барус | Провіденс, Род-Айленд                                                                           | За дослідження тепла |
| 1901 | Еліу Томсон | Лінн, Массачусетс                                                                               | За роботи по зварюванню та освітленню                                                                                                |
| 1902 | Джордж Еллері Гейл | Чикаго, Іллінойс                                                                                | За дослідження фізики Сонця та зірок та за винахід спектрогеліографа                                                                 |
| 1904 | Ернест Фокс Ніколс | Нью-Йорк, Нью-Йорк                                                                              | За дослідження випромінювання, радіаційного тиску та інфрачервоного спектру                                                          |
| 1907 | Едвард Гудріч Ачесон | Ніагара-Фолс, Нью-Йорк                                                                          | За застосування дугової плавильної печі для виробництва карборунду і графіту                                                         |
| 1909 | Роберт Вільямс Вуд | Балтимор, Меріленд                                                                              | За відкриття оптичних властивостей натрію та металевих випарів                                                                       |
| 1910 | Чарлз Гордон Кертіс | Нью-Йорк, Нью-Йорк                                                                              | За вдосконалення парової турбіни |
| 1911 | Джеймс Мейсон Крафтс | Бостон, Массачусетс                                                                             | За роботи в галузі термометрії.[b]                                                                                                   |
| 1912 | Фредерік Юджин Айвз | Вудкліфф-он-Гудзон, Нью-Йорк                                                                    | За винаходи в області кольорової фотографії та фотогравірування                                                                      |
| 1913 | Джоуел Стеббінс | Урбана, Іллінойс                                                                                | За вдосконалення фотометра та його використання для вирішення наукових задач                                                         |
| 1914 | Вільям Девід Кулідж | Скенектаді, Нью-Йорк                                                                            | За відкриття пластичності вольфраму                                                                                                  |
| 1915 | Чарлз Грілі Аббот | Вашингтон                                                                                       | За дослідження сонячної радіації |
| 1917 | Персі Бріджмен | Кембридж, Массачусетс                                                                           | За досягнення у вивченні термодинаміки проривів від високого тиску                                                                   |
| 1918 | Теодор Лайман | Кембридж, Массачусетс                                                                           | За дослідження коротких та довгих хвиль                                                                                              |
| 1920 | Ірвінг Ленгмюр | Скенектаді, Нью-Йорк                                                                            | За дослідження термоелектронних та суміжних явищ                                                                                     |
| 1925 | Генрі Норріс Расселл | Принстон, Нью-Джерсі                                                                            | За дослідження сонячної радіації |
| 1926 | Артур Комптон | Чикаго, Іллінойс                                                                                | За дослідження рентгенівського випромінювання                                                                                        |
| 1928 | Едвард Лемингтон Ніколс | Ітака, Нью-Йорк                                                                                 | За дослідження в галузі спектрофотометрії                                                                                            |
| 1930 | Джон Стенлі Пласкетт | Вікторія, Британська Колумбія                                                                   | За дослідження в галузі астрономічної спектрографії[c]                                                                               |
| 1931 | Карл Комптон | Кембридж, Массачусетс                                                                           | За дослідження термоелектронних та спектроскопічних явищ                                                                             |
| 1933 | Гарлоу Шеплі | Кембридж, Массачусетс                                                                           | За дослідження світності зірок та галактик                                                                                           |
| 1937 | Вільям Вебер Кобленц | Вашингтон                                                                                       | За удосконалення методів вимірювання тепла і світла                                                                                  |
| 1939 | Джордж Рассел Гаррісон | Белмонт, Массачусетс                                                                            | За вдосконалення у спектроскопії |
| 1941 | Володимир Кузьмович Зворикін | Принстон, Нью-Джерсі                                                                            | За створення іконоскопа та споріднених з ним пристроїв                                                                               |
| 1943 | Чарлз Едвард Міс | Рочестер, Нью-Йорк                                                                              | За внесок у фотографію |
| 1945 | Едвін Герберт Ленд | Кембридж, Массачусетс                                                                           | За винаходи, пов'язані із застосуванням поляризації хвиль                                                                            |
| 1947 | Едмунд Ньютон Гарві | Принстон, Нью-Джерсі                                                                            | За дослідження у біолюмінесценції |
| 1949 | Айра Спрейг Бовен | Пасадена, Каліфорнія                                                                            | За роботи по ідентифікації небулію та інші видатні досягнення                                                                        |
| 1951 | Герберт Юджин Айвз | Монтклер, Нью-Джерсі                                                                            | За дослідження у галузі оптики |
| 1953 | Енріко Фермі | Чикаго, Іллінойс                                                                                | За дослідження в галузі електромагнітного випромінювання та атомної енергії                                                          |
| 1953 | Вілліс Лемб | Стенфорд, Каліфорнія                                                                            | За вивчення спектру водню |
| 1953 | Ларс Онсагер | Нью-Гейвен (Коннектикут)                                                                        | За дослідження в термодинаміці, пов'язані з транспортуванням                                                                         |
| 1955 | Джеймс Франк | Чикаго, Іллінойс                                                                                | За вивчення принципу фотосинтезу |
| 1957 | Субрахманьян Чандрасекар | Вільямс-Бей (Вісконсин)                                                                         | За дослідження радіаційного балансу енергії в зірках                                                                                 |
| 1959 | Джордж Волд | Кембридж, Массачусетс                                                                           | За ідентифікацію біохімічної основи зору                                                                                             |
| 1961 | Чарлз Гард Таунс | Нью-Йорк, Нью-Йорк                                                                              | За розвиток лазера |
| 1963 | Ганс Бете | Ітака, Нью-Йорк                                                                                 | За новаторське вивчення зіркового нуклеосинтезу                                                                                      |
| 1965 | Самуель Корнетт Коллінз | Кембридж, Массачусетс                                                                           | За винахід гелієвого кріостату та інші новаторські роботи                                                                            |
| 1965 | Вільям Девід МакЕлрой | Балтимор, Меріленд                                                                              | За дослідження молекулярного походження біолюмінесценції                                                                             |
| 1967 | Роберт Діккі | Принстон, Нью-Джерсі                                                                            | За внесок мікрохвильову радіометрію та розуміння будови атома                                                                        |
| 1967 | Корнеліс ван Ніль | Стенфорд, Каліфорнія                                                                            | За внесок у вивчення фотосинтезу |
| 1968 | Мартен Шмідт | Пасадена, Каліфорнія                                                                            | За праці присвячені квазарам |
| 1971 | Массачусетський технологічний інститут колектив Канадський колектив Національна радіо-астрономічна обсерваторія США-Університет Корнелла колектив | —                                                                                               | За роботи в галузі інтерферометрії (повний список тут)                                                                               |
| 1973 | Едгар Брайт Вілсон | Кембридж, Массачусетс                                                                           | За новаторство у розумінні важливості симетрії в багатоатомних молекулах та за активну роботу в області мікрохвильової спектроскопії |
| 1976 | Бруно Россі | Кембридж, Массачусетс                                                                           | За виявлення походження космічного випромінювання                                                                                    |
| 1980 | Грегоріо Вебер | Урбана, Іллінойс                                                                                | За дослідження теорії та роботи із застосування флуоресценції                                                                        |
| 1980 | Чженьнін Янг Роберт Міллс | Стоуні-Брук, Нью-Йорк Колумбус, Огайо                                                           | За розвиток узагальненої калібрувально-інваріантної теорії поля                                                                      |
| 1985 | Ганс Георг Демельт Мартін Дойч Вернон Віллард Г'юз Норман Рамзей                                                                                  | Сієтл, Вашингтон Кембридж, Массачусетс Нью-Гейвен, Коннектикут Кембридж, Массачусетс            | За роботу в галузі атомної спектроскопії                                                                                             |
| 1986 | Роберт Бенджамін Лейтон Френк Лоу Джеррі Нойгебауер                                                                                               | Пасадена, Каліфорнія Тусон, Аризона Пасадена, Каліфорнія                                        | За роботи по розвитку інфрачервоної астрономії                                                                                       |
| 1992 | Джеймс Норріс Джозеф Кац Джордж Фехер | Чикаго, Іллінойс Чикаго, Іллінойс Сан-Дієго, Каліфорнія                                         | За роботу направлену на розуміння суті фотосинтезу                                                                                   |
| 1996 | Джон Матер | Гринбелт, Меріленд                                                                              | За дослідження пов'язані із реліктовим випромінюванням                                                                               |
| 2008 | Сідней Дрелл Сем Нанн Вільям Перрі Джордж Шульц                                                                                                   | Стенфордський університет Ініціатива по скороченню ядерної загрози[d] Стенфордський університет | За зусилля щодо скорочення глобальної загрози ядерної зброї"                                                                         |